# Cachoeirinha (Rio Grande do Sul)
Cachoeirinha è un comune del Brasile nello Stato del Rio Grande do Sul, parte della mesoregione Metropolitana de Porto Alegre e della microregione di Porto Alegre.
Cachoeirinha sorge nel bacino idrografico del Rio Gravataí ed è situata in un punto strategico del Rio Grande do Sul, nell'area metropolitana di Porto Alegre, confinante con la stessa e con i municipi di Canoas, Esteio, Sapucaia do Sul, Gravataí ed Alvorada.
La festività cittadina cade il 15 maggio, data nella quale la città si è emancipata nel 1966.